# 1904年夏季奥林匹克运动会篮球比赛
在1904年夏季奧林匹克運動會上，籃球首次作為示範項目出現在聖路易斯。當時舉辦七個不同的比賽項目：一個業餘錦標賽、一個大學錦標賽、一個YMCA（基督教青年會）錦標賽、兩個高中錦標賽以及兩個小學錦標賽。
由於當時沒有外國隊伍參賽，這個籃球比賽同時也是1904年美國業餘籃球錦標賽。此外1904年奧運會的團隊項目上實施嚴格限制，限制許多外國隊伍參賽。當時要求運動員不僅代表一個單一國家，而且他們必須都是同一個俱樂部的成員，這種情況在外國隊伍中很少發生，最後籃球比賽基本上沒有外國隊伍參與。因此這些原因1904年籃球比賽不視為奧運會的一部分，而只將其列為一項示範項目，這也是大多數奧運歷史學家的共識。

## 業餘錦標賽
水牛城德國基督教青年會（Buffalo German YMCA ）主宰男子業餘冠軍賽，而其他球隊經常未能派出完整隊伍或參加他們所有預定的比賽，導致一些大比分和被放棄的比賽。
| 項目                                     | 冠軍                                           | 亞軍                                           | 季軍                                         |
| 業餘錦標賽                               | 水牛城德國基督教青年會（Buffalo German YMCA）  | 芝加哥中央基督教青年會（Chicago Central YMCA） | 密蘇裡州體育會（Missouri Athletic Club）     |
| 大學錦標賽                               | 海勒姆學院（Hiram College）                    | 惠頓學院（Wheaton College）                    | 後期聖徒大學（Latter Day Saints University） |
| YMCA錦標賽                               | 芝加哥中央基督教青年會（Chicago Central YMCA） | 蘇城基督教青年會（Sioux City YMCA）            | 漢密爾頓基督教青年會（Hamilton YMCA）        |
| 高中錦標賽（奧運籃球錦標賽）             | 紐約                                           | 芝加哥                                         | 洛杉磯                                       |
| 高中錦標賽（公立學校運動聯盟籃球錦標賽） | 紐約                                           | 芝加哥                                         | 聖路易斯                                     |
| 小學錦標賽（奧運籃球錦標賽）             | 紐約                                           | 芝加哥                                         | 洛杉磯                                       |
| 小學錦標賽（公立學校運動聯盟籃球錦標賽） | 紐約                                           | 芝加哥                                         | 洛杉磯                                       |

## 備註
1. ↑  .   [2024-08-06]. （原始内容存档于2024-12-26）.
2. ↑  . Newspapers.com. July 13, 1904  [2024-07-09]. （原始内容存档于2024-12-04） （英语）.